# 吉川幸次郎
吉川 幸次郎（よしかわ こうじろう、1904年3月18日 - 1980年4月8日）は、日本の中国文学者。学位は、文学博士（京都大学・論文博士・1947年）（学位論文『元雑劇研究』）。京都大学名誉教授。日本芸術院会員、文化功労者。字は善之。子は東洋史学者の吉川忠夫。

## 生涯
兵庫県神戸市の貿易商の次男に生まれる。中宮小学校を経て、諏訪山小学校を卒業した。1916年（大正5年）に神戸第一中学校（現：兵庫県立神戸高等学校）入学後は、『史記』（『史記国字解』）『水滸伝』『西遊記』『三国志』などの訳書に親しんだ。
1920年（大正9年）、第三高等学校文科甲類へ入り、雑誌『支那学』の同人だった青木正児の知遇を得た。在学中に現代中国語を学んだり、1923年（同12年）には中国江南を旅したりした。中国へ傾いたのには、芥川龍之介や佐藤春夫の影響もあった。
京都帝国大学文学部文学科に進み、狩野直喜・鈴木虎雄に考証学・中国語学・古典中国文学を学んだ。1926年（大正15年）卒業論文『倚声通論』を漢文で書き、大学院に進むと唐詩を研究した。
1928年（昭和3年）から1931年（同6年）まで、先輩格の倉石武四郎と北京留学し、帰国後、東方文化学院京都研究所（後の東方文化研究所、現：京都大学人文科学研究所、同付属東アジア人文情報学研究センター）所員となり、京大文学部の講師を兼ねた。この頃、中国に徹するため、当時のシナ服で暮らし、中国語で会話し、中国語で論文を書いた。
1932年（昭和7年）中村ノブと結婚し左京区に終生在住した。
1935年（昭和10年）から1941年まで倉石・小川環樹らと、孔穎達著『尚書正義』（尚書の注釈書）の定本を作るため会読（輪読討論）を続け、1939年から1945年にかけ、東方文化研究所で発行した『尚書正義定本』や、1940年から1948年にかけ、岩波書店で出版した『尚書正義』の日本語訳などに実った。
1939年から1947年まで、最初は青木正児が指導して『元曲辞典』編纂のため、明の臧懋循（そうぼじゅん）の『元曲選』を会読し、その成果の一部は『元曲選釈』に実った（1951年に「第1・2集」、1976-77年に「第3・4集」を）京大人文科学研究所で、計・12冊発行。1947年『元雑劇研究』により文学博士。
1947年京都大学文学部教授となった。
この頃から日本語の論文を発表し、一般向けの啓蒙書も多く出版していった。
1949年、母校旧制神戸一中の後身、兵庫県立神戸高等学校の校歌『わこうどは まなびやをたかきにぞおけ』を作詞。初の日本語の詩であった。
1951年日本学術会議会員になった（1963年まで）。NHKラジオの文化講座で、『中国の文学』を講義した。1952年国語審議会委員に就いた（1956年まで）。
1954年、サンフランシスコ平和条約締結後、国務省に招かれ、アメリカに遊んだ。
1956-1958年は文学部長。1958年にNHK教育テレビ「教養大学」で『中国文学入門 - 詩を中心として』を番組講義。1959年日本中国学会理事長（1963年まで）。1960年モスクワの『国際東洋学者会議』に参加し、ヨーロッパを回った。1962年コロンビア大学の客員教授として約4ヶ月ニューヨークに滞在講義した。
1964年日本芸術院会員、1965年1月講書始で「中国文学の性質」を進講。5月東方学会理事長（1975年から没時までは会長）。1966年、NHKラジオで『論語』を放送講義した。
1967年に最終講義は『杜甫の詩論と詩』で停年退官し名誉教授。以後杜甫に取り組み、杜詩を読む「読杜会」、学生・院生を主とする「小読杜会」を始めた（ともに1979年まで）。前者には足利惇氏、大山定一、野間光辰らが集った。
1968年から1970年に、筑摩書房で『吉川幸次郎全集』を自編出版。1969年秋に文化功労者に選出。また、フランス学士院からスタニスラス・ジュリアン (Stanislas Julien) 賞を贈られる。1970年NHK放送文化賞。1971年に朝日賞。
この頃から江戸期の儒学者、伊藤仁斎、伊藤東涯、荻生徂徠、新井白石らの研究著述も行った。また国学者本居宣長は「漢文は中国の発音で読み下すべき」とする信条の先覚として、戦前から私淑していた。
1974年、勲二等旭日重光章。1975年、外務省「学術文化訪中使節団」団長として40年ぶりに訪中。
1977年から杜甫全詩の訳注を目指し『杜甫詩注』を刊行開始。1978年、NHK教育テレビで『杜甫詩抄』を26回講義した。翌79年「中国文学研究者訪華団」団長として再び訪中し、約3週間巡った。
1980年2月に『杜甫私記』を刊行するも、4月8日に癌性腹膜炎により没す。法名「文徳院釈幸善」。大谷本廟での葬儀・同墓地に埋葬された。没後、勲一等瑞宝章を贈られ、従三位に授せられる。コロンビア大学でも追悼会を催した。
弟子たちに、竹之内静雄、黒川洋一、竹内実、清水茂、尾崎雄二郎、入谷仙介、高橋和巳、一海知義、筧久美子、筧文生、興膳宏、村上哲見、井波律子ら多数がいる
蔵書の一部は、生まれ故郷の神戸市立中央図書館に寄贈され「吉川文庫」として所蔵されている。

## 逸話
- 中国語への偏愛が原因で、少年時代には「シナジン」とあだなされた[11]。吉川自身は「シナ人であっては、なぜいけないのか」という感慨を抱き、この義憤の延長で親の反対を押し切り、京都大学中国文学科に入学したという[11]。
- 孔子を尊敬し、儒者として処世した。字（あざな）として「善之」を生涯用いた。また、愛煙家で酒徒でもあった。

## 家族・親族
- 子：吉川忠夫 - 東洋史（中世中国史（魏晋南北朝・六朝期）学者。東方学会会長（第10代、2009 - 2011）ほか
- 従弟[12]：吉川逸治 - 西洋美術史学者

## 著作一覧
各文献最後尾は、現行判での最も新しい重版・改版だが、以後も重版した書目がある。※は電子書籍も刊

### 単著
- 『支那人の古典とその生活』（講義録）岩波書店（1944、改版1964）
- 『支那学の問題』筑摩書房 (1944)
- 『支那について』秋田屋 (1946)
  - 新編『中国への郷愁』河出書房 (1951)、河出文庫 (1954)、河出市民文庫 (1956)
- 『学問のかたち』養徳社 (1948)
- 『元雑劇研究』（学位論文）岩波書店 (1948)
- 『唐代の詩と散文』弘文堂教養文庫 (1948)／清水弘文堂書房 (1967)  
  - 増補版『唐代文学抄』弘文堂アテネ新書 (1957)
- 『中国散文論』弘文堂 (1949)／筑摩書房［筑摩叢書］(1966、復刊1985)
- 『漢の武帝』岩波新書（1949、改版1963）※
- 『杜甫私記』筑摩書房（1950、改版1965）
- 『中国と私』細川書店 (1950)
  - 増補版『儒者の言葉』（随筆集）筑摩書房 (1957)
- 『中国文学入門』弘文堂［アテネ文庫］(1951)／清水弘文堂書房 (1967)
- 『杜甫ノート』創元社 (1952)／新潮文庫(1954、改版1970)※
- 『中国の知恵』新潮社［一時間文庫］(1953)／新潮叢書 (1956)／新潮文庫(1958、改版1972)※
- 『西洋のなかの東洋』文藝春秋新社 (1955)
- 『陶淵明伝』 新潮叢書 (1956)／新潮文庫 (1960)
- 『雷峰塔』（随筆集）筑摩書房 (1956)
- 『人間詩話』岩波新書 (1957、復刊1998ほか）ISBN 9784004140191
- 『閑情の賦』（随筆集）筑摩書房 (1957)
- 『知非集』（自作の漢詩文集・和装本2分冊・訳付き）中央公論社 (1960)
- 『学事詩事』（随筆集）筑摩書房 (1960)
- 『日本の心情』新潮社 (1960)
- 『続 人間詩話』岩波新書 (1961、復刊1998ほか) ISBN 9784004140207
- 『西方からの関心』（欧米外遊見聞）新潮社 (1961)
- 『三国志実録』筑摩書房 (1962)
- 『漢文の話』筑摩書房・グリーンベルト新書(1962)／ちくま文庫(1986)
- 『宋詩概説 中国詩人選二集 第1巻』岩波書店（1962、新版1990）
- 『元明詩概説 中国詩人選二集 第2巻』岩波書店（1963、新版1990）
- 『詩と月光 中国文学論集』筑摩書房 (1964)
- 『短長亭集』（随筆集）筑摩書房 (1964)
- 『古典について』筑摩書房 [筑摩叢書]（1966、復刊1985）
- 『漱石詩注』岩波新書 (1967)
- 『中国詩史』（高橋和巳編）筑摩書房 [筑摩叢書] (上・下、1967、復刊1985)
- 『清虚の事』（随筆集）朝日新聞社 (1967)
- 『思想との対話10 文明のかたち』講談社 (1968)／同・名著シリーズ (1970)
- 『帰林鳥語』岩波書店 (1970、復刊1998)
- 『「論語」のために 私の古典』筑摩書房 (1971)
- 『鳳鳥不至 論語雑記 新井白石逸事』新潮社 (1971)
- 『西東間記』岩波書店 (1972)
- 『他山石語　現代日本のエッセイ』毎日新聞社 (1973、再版1977)
- 『吉川幸次郎講演集』朝日選書 (1974、再版1986) ISBN 9784022591012
- 『仁斎・徂徠・宣長』岩波書店 (1975、復刊1990) ISBN 9784000009591
- 『読書の学』筑摩書房 (1975)／筑摩叢書 (1988)
- 『中国文学入門』講談社学術文庫 (1976) ISBN 9784061580237
- 『論語について』講談社学術文庫 (1976) ISBN 9784061580619
- 『唐代の詩と散文』講談社学術文庫 (1976)
- 『東洋におけるヒューマニズム』講談社学術文庫 (1977)
- 『本居宣長』筑摩書房 (1977)
- 『文明の三極』（随筆集）筑摩書房 (1978)
- 『遊華記録 わが留学記』筑摩書房 (1979)
- 『杜甫私記』筑摩書房［筑摩叢書] (1980)

没後刊行
- 『音容日に遠し』（人物回想記）筑摩書房 (1980)
- 『杜詩論集』筑摩書房［筑摩叢書] (1980)
- 『阮籍の「詠懐詩」について』岩波文庫 (1981、復刊1997ほか、荒井健解説) ISBN 9784003315217
- 『華音杜詩抄』筑摩書房 (1981)、カセットテープ付き
- 『箋杜室集』（漢詩集）研文出版 (1981)、和装本と別冊（訳文）
- 『文弱の価値』筑摩書房 (1982)
- 『現代の随想14 吉川幸次郎』生島遼一・興膳宏編、彌生書房 (1982)
- 『陶淵明伝』中公文庫 (1989)／ちくま学芸文庫（2008※）ISBN 9784480091703。各・一海知義解説
- 『他山石語』（改訂版、竹之内静雄編）講談社文芸文庫 (1990) ISBN 9784061960855
- 『詩文選』竹内実編、講談社文芸文庫 (1991) ISBN 9784061961494
- 『三国志実録』ちくま学芸文庫 (1997) ISBN 9784480083319
- 『漱石詩注』岩波文庫（2002、一海知義解説※）ISBN 9784003315224
- 『宋詩概説』岩波文庫 (2006、筧文生解説) ISBN 978-4003315231
- 『元明詩概説』岩波文庫 (2006、松村昴解説) ISBN 978-4003315248
- 『漢文の話』ちくま学芸文庫(2006、興膳宏解説) ISBN 9784480090270
- 『読書の学』ちくま学芸文庫 (2007、興膳宏解説※) ISBN 9784480090485
- 『「論語」の話』ちくま学芸文庫 (2008※) ISBN 9784480091215
- 『中国の知恵 孔子について』ちくま学芸文庫（2012、増補版・加地伸行解説※）ISBN 9784480094414
- 『古典について』講談社学術文庫（2021、小島毅解説※）ISBN 978-4065231807
- 『中国詩史』高橋和巳編、ちくま学芸文庫（2023、川合康三新版解説) ISBN 978-4480511829

杜甫詩注（筑摩書房、新訂版・岩波書店）
- 『杜甫詩注 第1輯 書生の歌 上』筑摩書房 (1977)
- 『杜甫詩注 第2輯 書生の歌 下』 (1979)
- 『杜甫詩注 第3輯 乱離の歌』 (1979)
- 『杜甫詩注 第4輯 行在所の歌・帰省の歌』 (1980) - 以下は没後刊
- 『杜甫詩注 第5輯 侍従職の歌』 (1983)
- 『杜甫詩注』第Ⅰ期（全10冊）興膳宏編（門下生らが著述）、岩波書店 (2012 - 2016)（第5輯[14]まで改訂新版）
6 教育長の歌、7・8 甘粛の歌 上下、9・10 成都の歌 上下
- 『杜甫詩注』第Ⅱ期（全3冊）興膳宏共著（同上）、岩波書店（2024.10 -）
11・12 東川の歌 上下、13 成都ふたたびの歌

### 共著
- 『洛中書問』（大山定一との往復書簡集）秋田屋 (1946)／筑摩書房 [筑摩叢書] (1983) ISBN 9784480012111
- 『新唐詩選』（三好達治と共著）岩波新書（1952、改版1965、再改版2015※）ISBN 9784004140160
- 『新唐詩選 続篇』（桑原武夫と共著）岩波新書 (1954、新版1988ほか) ISBN 9784004140177
- 『二都詩問』（福原麟太郎との往復書簡集）新潮社 (1971、復刊1992) ISBN 9784103888017
- 『中国文学史』（黒川洋一編、昭和20年代の講義録）岩波書店 (1974、再版1992) ISBN 9784000013130
- 『中国の散文 中国詩文選1』（小川環樹と共著）筑摩書房 (1984) ISBN 9784480250018

### 訳書
- 方観承『御題棉花図』満州棉花協会 (1938)／日本棉花栽培協会 (1941)
- 胡適『四十自述』大阪創元社・創元支那叢書1 (1940)
- 豊子愷『縁縁堂随筆』大阪創元社・創元支那叢書2 (1940)
- 孔穎達『尚書正義』全4巻、岩波書店
  - 『第1冊 虞の書』(1940)
  - 『第2冊 夏の書 商の書』(1940)
  - 『第3冊 周の書 上』(1941)
  - 『第4冊 周の書 下』(1943)
- 『唐宋伝奇集』弘文堂世界文庫 (1942)
- 『元曲金銭記 李太白匹配金銭記』筑摩書房 (1943)
- 胡適『胡適自伝』養徳社・養徳選書 (1946)
- 施耐庵『水滸伝』岩波文庫（全13冊・第8冊目まで）
  - 第1-8冊 (1947-1970)、7・8冊目は清水茂と共訳
  - 改訳版 全10冊 (第6冊目まで) 岩波書店(1995) / 岩波文庫(1998-1999)
- 楊顕之撰 『元曲酷寒亭 鄭孔目風雪酷寒亭』筑摩書房 (1948)
- 『西山一窟鬼 京本通俗小説』筑摩書房 (1956)
- 『詩経国風（上・下） 中国詩人選集 第一集 1・2』岩波書店 (1958、新装版1990) ISBN 9784001005011&ISBN 9784001005028
- 『中国古典選 論語』（上・下）朝日新聞社（1959-1963、新訂1965-1966）、新装版・朝日選書（1996）/ 朝日文庫（全3巻 1978）
  - 『論語』角川ソフィア文庫 上・下 (2020※) ISBN 978-4044006273 & ISBN 978-4044006280
- 『論語 世界古典文学全集4』筑摩書房 (1971、復刊2004ほか）、各・弟子の尾崎雄二郎が筆録
- 『杜甫 Ⅰ・Ⅱ 世界古典文学全集28・29』筑摩書房 (1967-1972、復刊2004ほか)、元は杜甫輪読会での講義

### 編著・対談
- 伊藤東涯『制度通』（校訂）岩波文庫（上下）(1944-1948)、新版復刊 (1991 & 2005)
- 『杜詩講義』筑摩書房 (1963)、ソノシート付きの講義録
- 『中國古典詩集Ⅰ 詩経國風・楚辞 世界文學大系7A』筑摩書房 (1961) - 編・解説「詩経と楚辞」
- 『中國古典詩集Ⅱ 唐詩・宋詩・宋詞 世界文學大系7B』筑摩書房 (1963) -「唐詩」を編・解説「唐詩の精神」
  - 『筑摩世界文學大系8 唐宋詩集』筑摩書房(1975、新装版1998) -「宋詩」は小川環樹編訳・解説、「宋詞」は村上哲見編訳・解説
  - 『世界文学全集6 唐詩選』（小川環樹と共編）筑摩書房 (1969)
  - 『唐詩選』（新編版）筑摩叢書 (1973)／ちくま学芸文庫（上下）(1994) - 弟子による改訂版
- 『中國古小説集 世界文學大系71』（編者代表）筑摩書房 (1964)
- 『中國散文選 世界文學大系72』（同上）筑摩書房 (1965)
- 『中国文学論集』（同上）新潮社 (1966)
- 『講座中国2 旧体制の中国』筑摩書房 (1967)
- 『詩と永遠』（梅原猛との対談）雄渾社 (1967)
- 『この永遠なるもの』（西谷啓治との対談）雄渾社 (1967)／燈影舎〈燈影選書〉(1985)、ISBN 9784924520172
- 『吉川博士退休記念 中国文学論集』同記念事業会編、筑摩書房 (1968)
- 『日本の思想15 本居宣長集』筑摩書房 (1969)
- 『新訂 中国古典選 別巻 古典への道』（対談・座談集）朝日新聞社 (1969) - 編者代表、全20巻 (1966-68)
  - 『中国文学雑談 吉川幸次郎対談集』朝日選書(1977) - 抜粋版
  - 『古典を生きる 吉川幸次郎対話集』角川ソフィア文庫※（2025）- 新版・解説 齋藤希史

井上靖・石田英一郎・石川淳・中野重治・桑原武夫・湯川秀樹
- 『日本思想大系33 伊藤仁斎・伊藤東涯』（清水茂と共注・解説）岩波書店 (1971)、ISBN 4000700332
- 『東洋学の創始者たち』講談社 (1976) -「東方学」連載の座談会での先学回想
- 『中国文明選3 朱子集』（三浦國雄と共編）朝日新聞社 (1976) - 小川環樹と監修・全15巻 (1971-76)
- 『大山定一 人と学問』（富士正晴と共編）創樹社 (1977)
- 『日本思想大系40 本居宣長』岩波書店 (1978) ISBN 4000700405 - 解説「文弱の価値」、佐竹昭広・日野龍夫校注

### 全集
- 『吉川幸次郎全集』（全20巻）筑摩書房 (1968 - 1970)
- 『増補版 吉川幸次郎全集』（全24巻）筑摩書房 (1973 - 1976)
- 『決定版 吉川幸次郎全集』（全27巻）筑摩書房（1984 - 1987、復刊1998 - 1999）
- 『吉川幸次郎遺稿集』（全3巻）筑摩書房 (1995) ISBN 9784480746412 & ISBN 9784480746429 & ISBN 9784480746436
- 『吉川幸次郎講演集』（全1巻）筑摩書房 (1996) ISBN 9784480746443
- 『吉川幸次郎全集 別巻 総合索引』筑摩書房（清水康志編、2019）ISBN 9784480746283